# Красногорская (Карачаево-Черкесия)
Красного́рская — станица в Усть-Джегутинском районе Карачаево-Черкесской Республики (Россия).
Образует муниципальное образование Красногорское сельское поселение как единственный населённый пункт в его составе.

## География

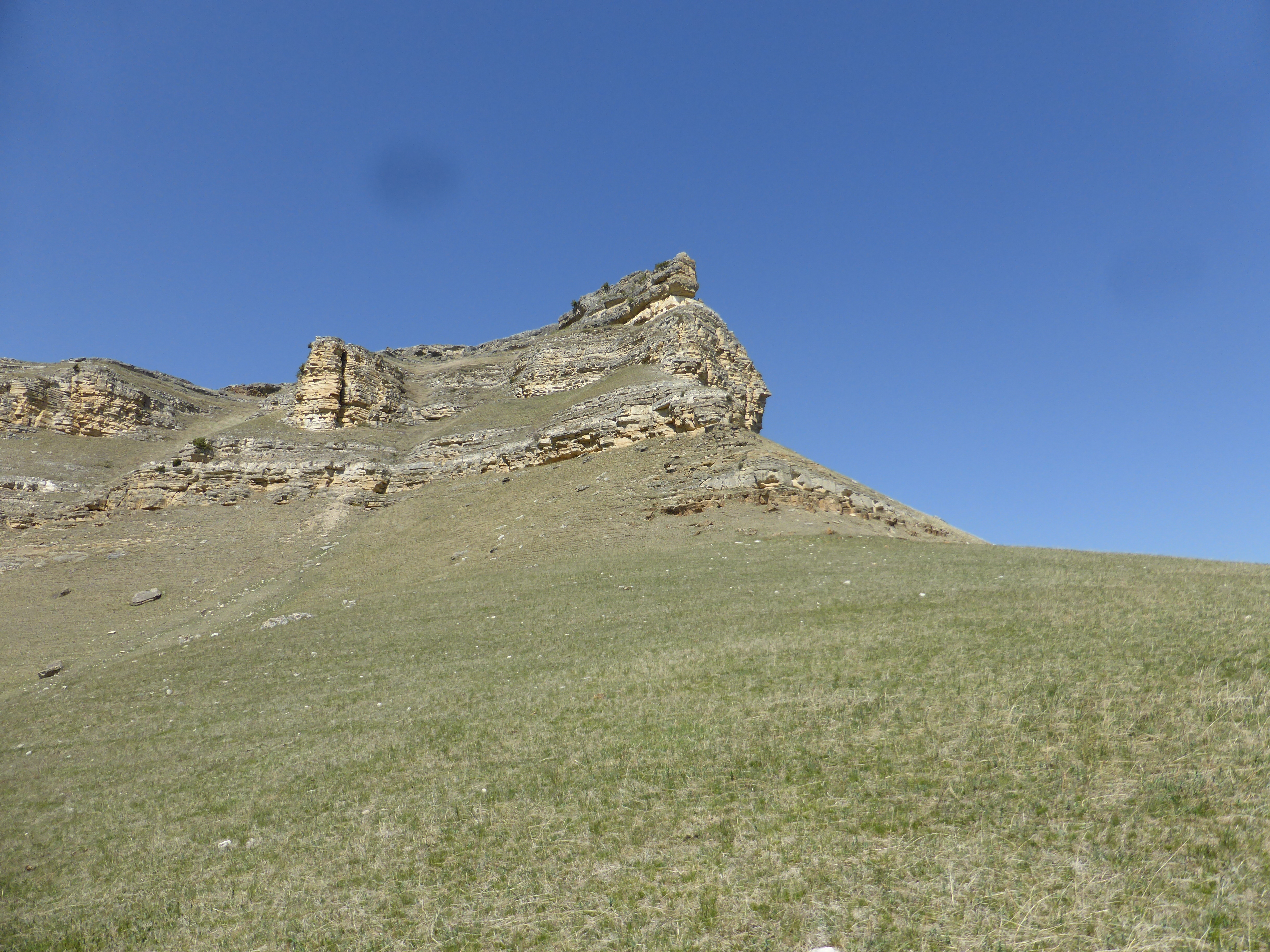
Скала Разрыв (1079 м) — северная граница устья балки Жако

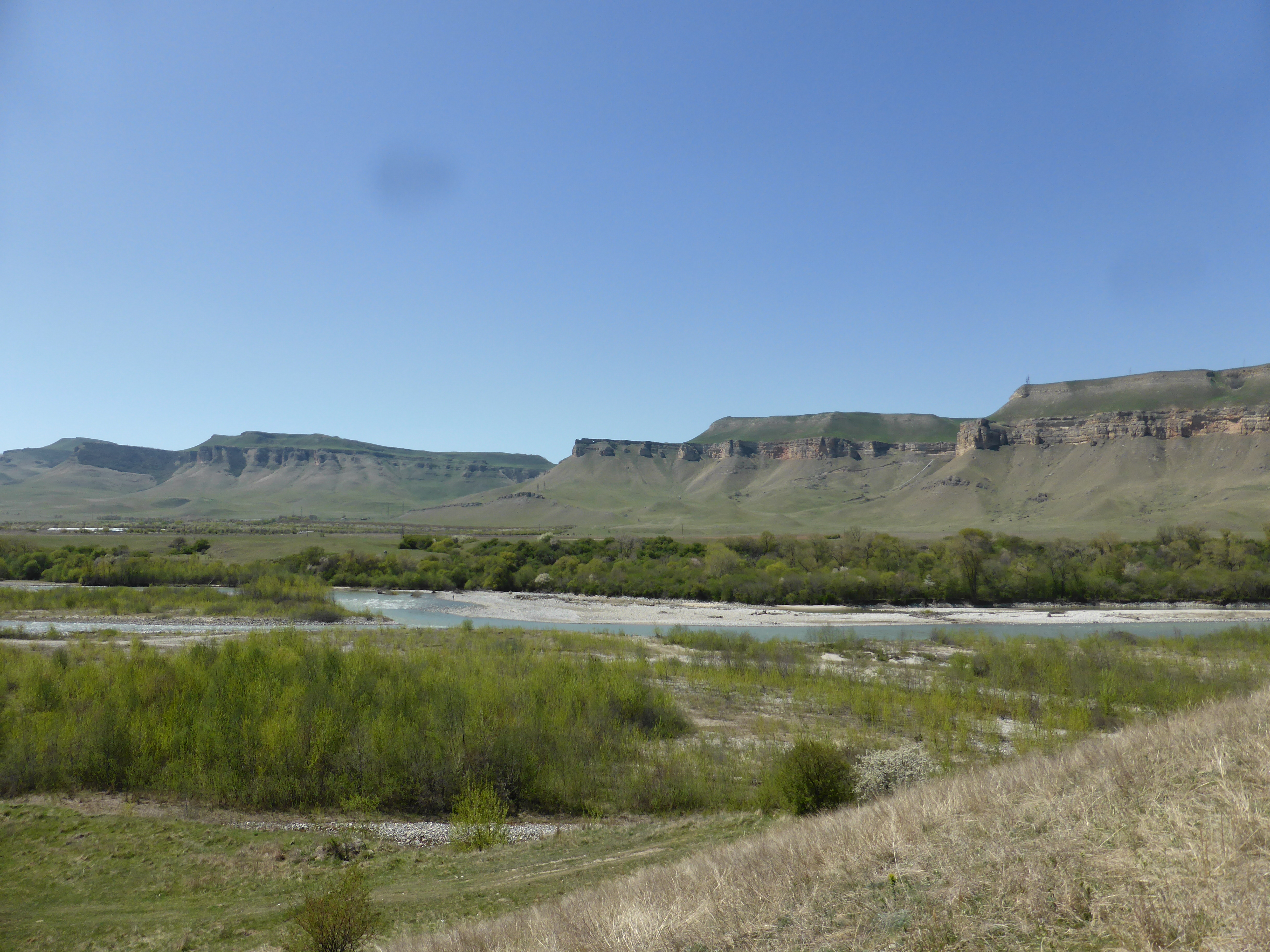
В устье балки Жако

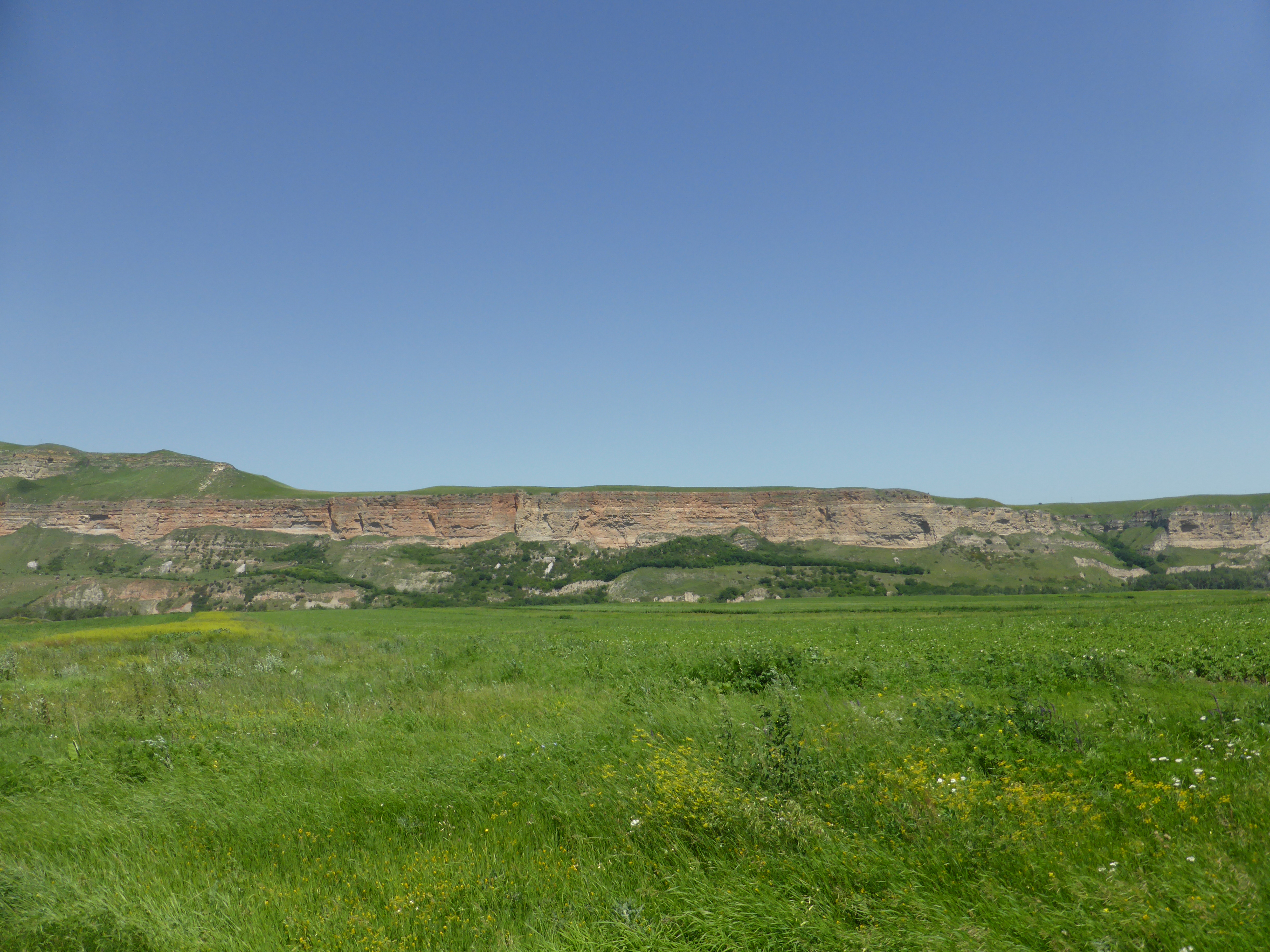
Скалы над низменным левым берегом Кубани к северу от станицы. В этих скалах находится пещера Шайтан-Тамак

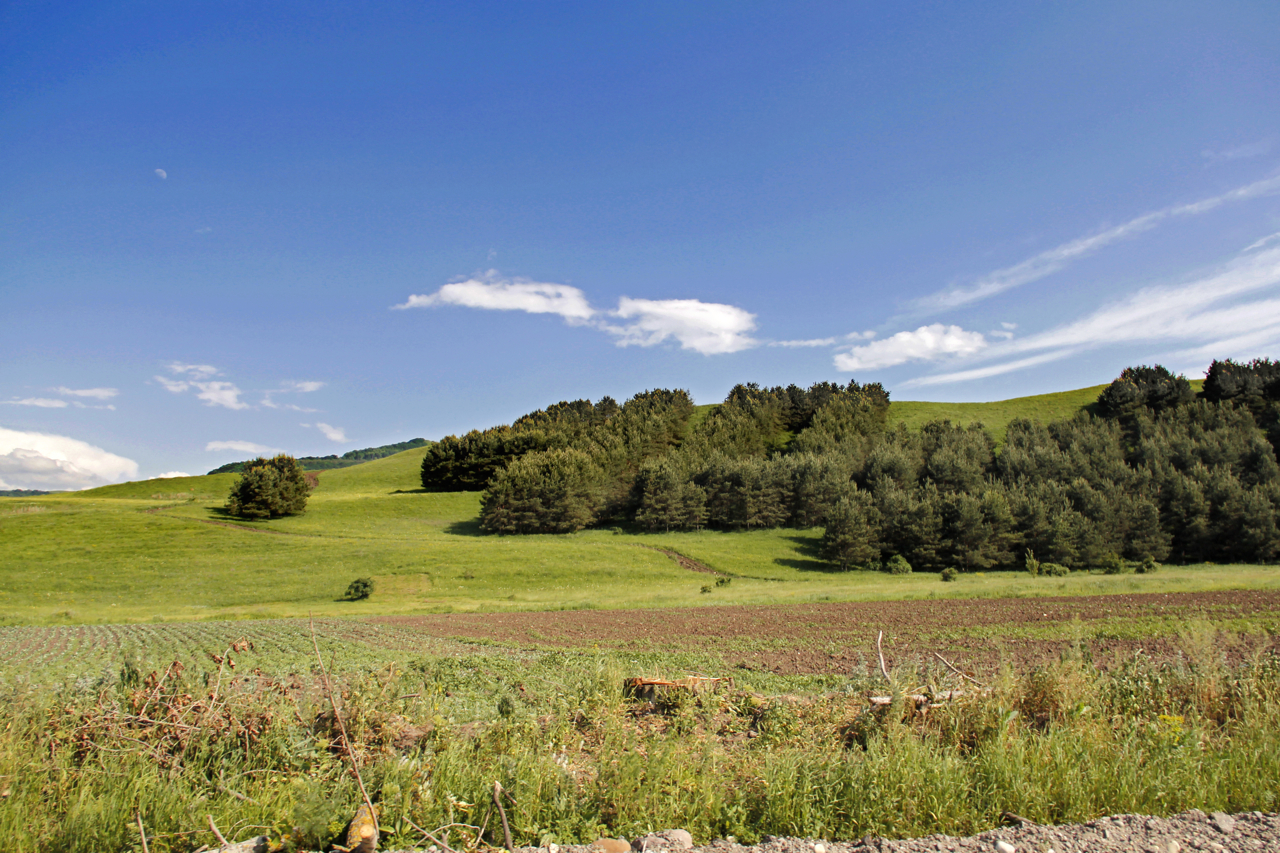
Надпись «40 лет ПОБЕДЫ» на Военно-Сухумской дороге между станицей Красногорской и селом Важное

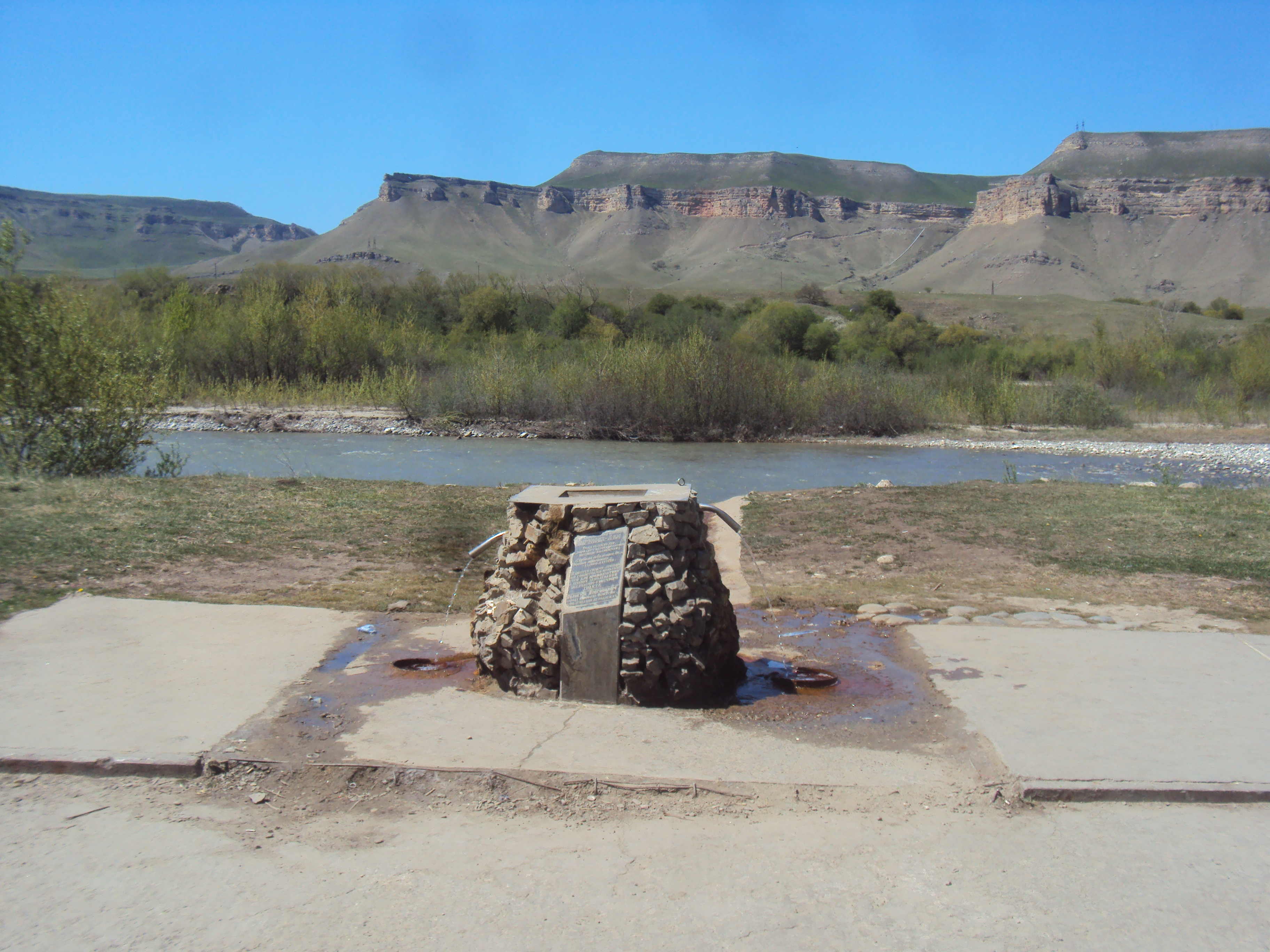
Красногорский минеральный источник

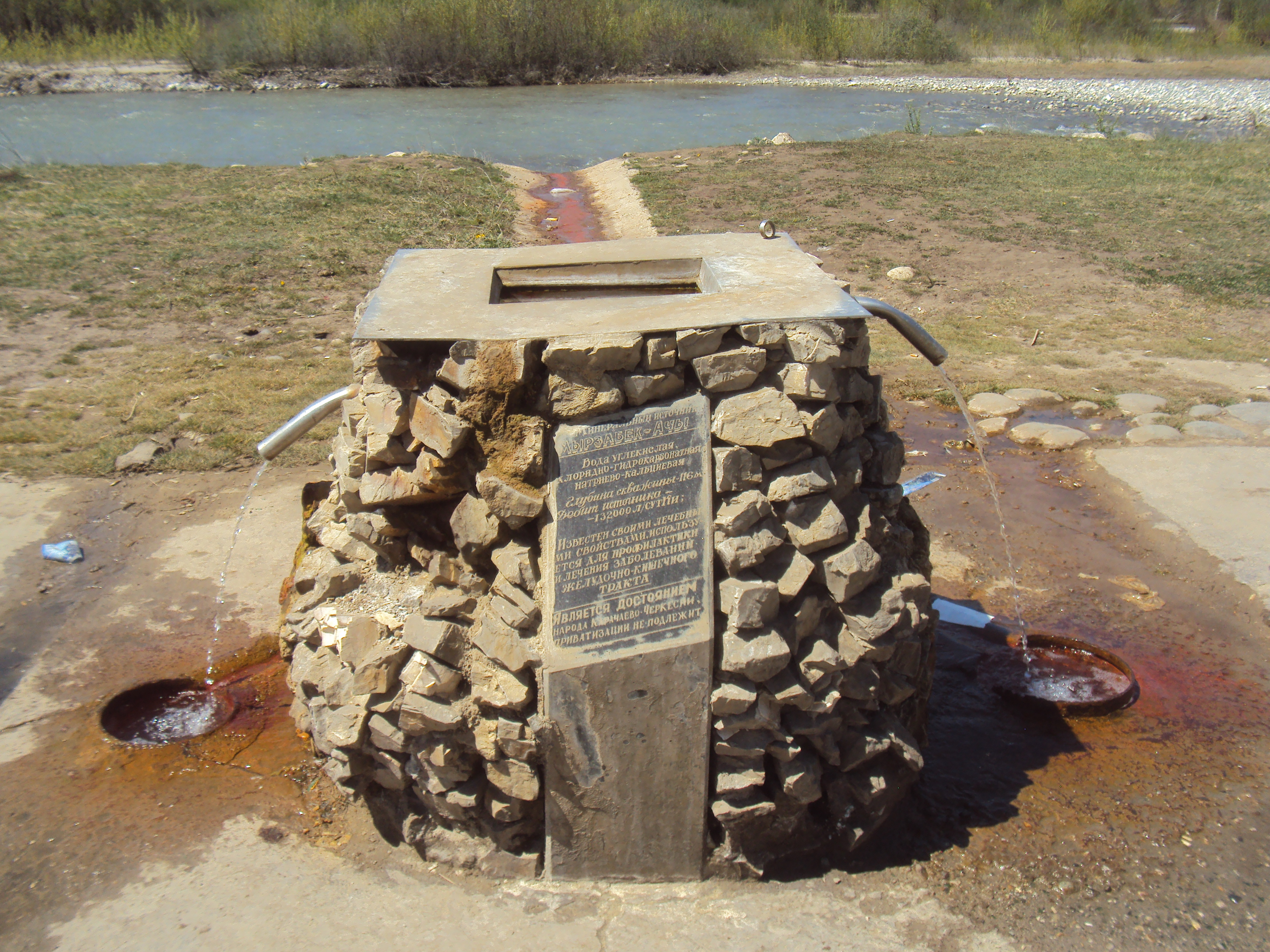
Красногорский минеральный источник

Станица расположена на обоих берегах Кубани, в 14 км к югу от районного центра — города Усть-Джегута (расстояние по дороге). Основная застройка находится на левом берегу, на правом — лишь несколько улиц вдоль Военно-Сухумской дороги.
Станица Красногорская стоит как раз в том месте, где достаточно узкая долина Кубани прорезает Скалистый хребет. К юго-западу от станицы, в междуречье Кубани и Малого Зеленчука, возвышается высшая точка Скалистого хребта на этом участке — гора Джангур (1560,2 м). От горы Джангур на северо-восток, в направлении Красногорской, тянется довольно протяжённый скальный обрыв, имеющий наименование «скала Джегута» и возвышающийся над урочищем Джангур. Непосредственно к западу от станицы максимальные высоты несколько меньше (ближайшая крупная вершина — 1327,2 м).
Со склонов Скалистого хребта в сторону долины Кубани спускается несколько балок, глубоко вдающихся в хребет и даже образующих ущелья. К западу от Красногорской это балка Хамзин, к северо-западу — очень крупная балка Жако, в устье которой ранее существовал небольшой посёлок Псынодаха. Сам левый берег, где расположилась станица, представляет собой относительно широкий равнинный участок поймы. К северу от станицы, также в пойме реки, устроено водохранилище.
На правом берегу горы ближе подступают к реке (ближайшая именная вершина — гора Панкова). На этом берегу, северо-восточнее Красногорской, находится село Важное, перед которым, со стороны станицы, у трассы Военно-Сухумской дороги создан геоглиф (точнее, надпись из деревьев) «40 лет ПОБЕДЫ» в честь годовщины победы в Великой Отечественной войне. Недалеко от него, в стороне от дороги — минеральный источник. Южнее станицы, также на Военно-Сухумской дороге — пгт Правокубанский и, за ним, аул Сары-Тюз.

## Население
| 2002  | 2010  | 2012  | 2013  | 2014  | 2015  | 2016  |
| ----- | ----- | ----- | ----- | ----- | ----- | ----- |
| 2144  | ↗2283 | ↗2299 | ↘2257 | ↘2213 | ↗2219 | ↘2198 |
| 2017  | 2018  | 2019  | 2020  | 2021  | 2023  | 2024  |
| ↘2176 | ↘2148 | ↘2135 | ↘2108 | ↗2172 | ↘2158 | ↗2167 |
| 2025  |       |       |       |       |       |       |
| ↘2128 |       |       |       |       |       |       |

Согласно переписи 1926 года, в станице проживало 1769 человек, из них 869 мужчин и 900 женщин, в 367 хозяйствах. 1415 жителей станицы причислили себя к казакам. Национальный состав населения был следующим:
- украинцы — 1390 чел. (78,6 %),
- русские — 232 чел. (13,1 %),
- калмыки — 111 чел. (6,3 %),
- другие — 36 чел. (2,0 %).

Согласно переписи 2002 года, в станице проживало 985 мужчин и 1159 женщин, доля карачаевцев и русских в населении была приблизительно одинаковой — по 49 % от общей численности жителей.
Национальный состав по данным переписи 2010 года:
- карачаевцы — 1267 чел. (55,5 %),
- русские — 948 чел. (41,5 %),
- другие и не указавшие — 68 (3,0 %).

По данным Всероссийской переписи населения 2021 года:
| Народ               | Численность, чел. | Доля от всего населения, % |
| ------------------- | ----------------- | -------------------------- |
| русские             | 1 141             | 52,53 %                    |
| карачаевцы          | 988               | 45,49 %                    |
| другие / не указано | 43                | 1,98 %                     |
| всего               | 2 172             | 100,0 %                    |

## История
Основана в 1861 году как станица Верхне-Николаевская. Сама станица возникла на левом берегу Кубани и получила название по укреплённому посту Верхне-Николаевскому (Верхне-Никольскому), находившемуся напротив неё на правом берегу. Несколько южнее него на правом берегу находился ещё один сторожевой пост — Наблюдательный. От Верхне-Николаевского поста, существовавшего до основания станицы и впоследствии вошедшего в её черту, осталась сторожевая башня (см. ниже). Второе название станица Красногорская получила от гор кирпично-красного песчаника, окружающих населённый пункт.
По данным начала XX века станица входила в Баталпашинский отдел Кубанской области. Жители занимались земледелием и скотоводством. У станицы было 10 475 десятин общественной земли (из них — 270 десятин леса). Ближайший к станице Красногорской врач находился в станице Баталпашинской и в станице Зеленчукской, ближайший телеграф — в Баталпашинской. Почтовая корреспонденция отправлялась через почтовое отделение в селе Георгиевско-Осетинском. В станице было одно одноклассное министерское училище, одна церковно-приходская школа (учитель получал жалование в 300 рублей). Население станицы составляло 1412 (по данным гражданских статистиков) или 1442 (по церковным данным) человек в 236 дворах.

## Инфраструктура
- Участковая больница.
- Средняя общеобразовательная школа.
- Детский сад «Сказка».
- Сельский дом культуры.
- Сельская библиотека.
- Участковый пункт полиции.
- Почтовое отделение[28].
- Красногорские малые ГЭС (в процессе строительства с 2019 года).

## Религия
Ислам
- Религиозная организация мусульман-суннитов ханафитского мазхаба, которая имеет свой молельный дом[29].

Русская православная церковь
- Храм святителя Николая Чудотворца[30]. Данный храм — второй в истории станицы. Первая Николаевская церковь была построена в 1863 году (церковные документы — с 1862 года). Это была деревянная церковь с каменной оградой. В состав причта входили один священник и один псаломщик. Церковь имела 90 десятин земли в 7 верстах от Красногорской, которая, согласно клировым ведомостям, была «мало удобна» для хлебопашества. Священник и псаломщик имели дома, предоставленные станичным обществом. По данным начала XX века жалование от Кубанского казачьего войска священнику составляло 200 рублей 70 копеек. Жалование от станичного общества священнику составляло 400 рублей, псаломщику — 120 рублей. Взамен сбора «новины» (вероятно, части нового урожая) в пользу церкви общество ежегодно уплачивало священнику 100 рублей, а псаломщику — 25 рублей. Причт также имел 300 рублей капитала от пожертвований[27]. Первая Николаевская церковь сгорела в 1918 году[25].

## Достопримечательности
Башня

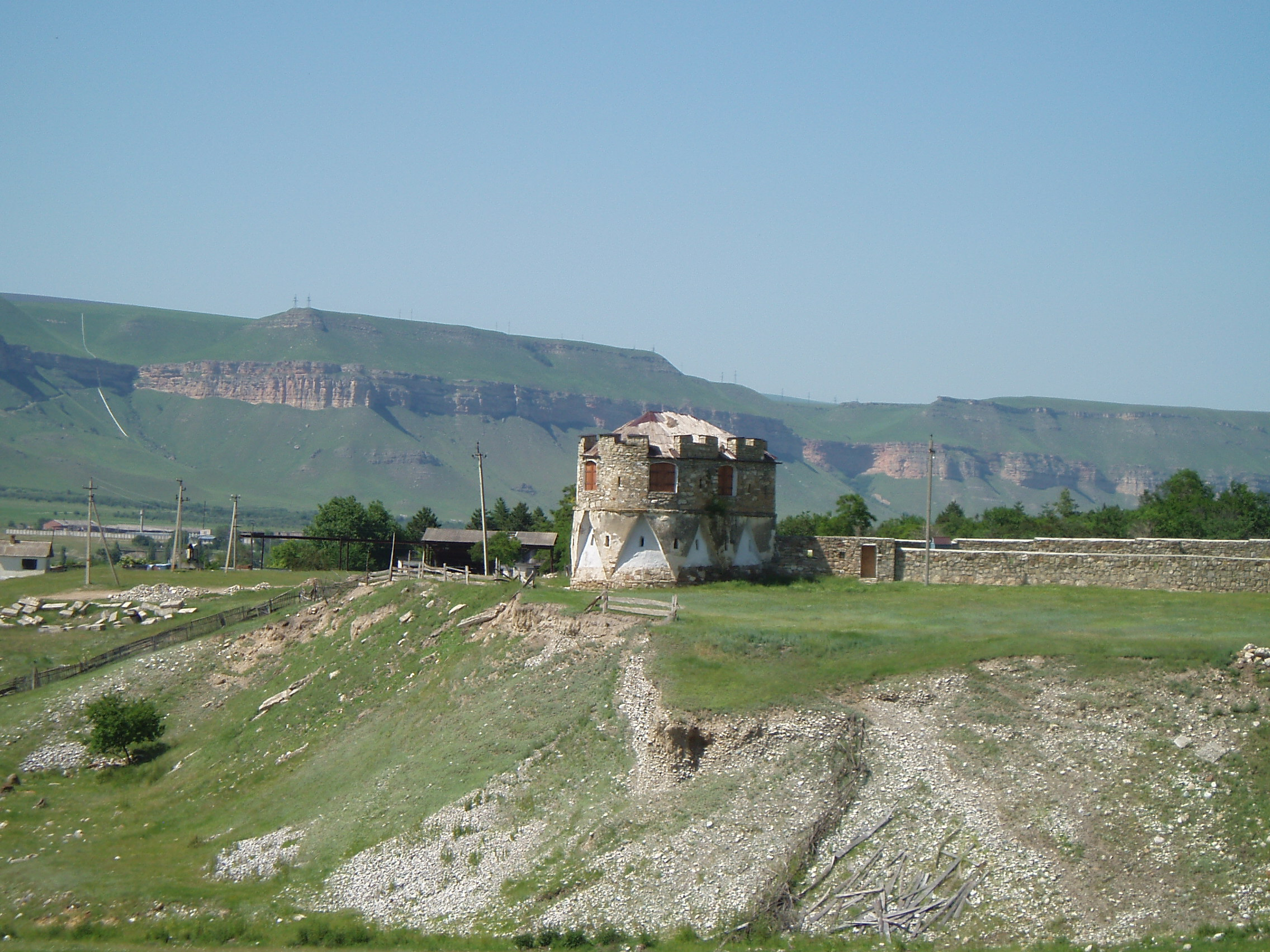
Красногорская сторожевая башня

Красногорская сторожевая башня (сторожевая крепость) построена в 1832—1837 годах на крутом возвышении на правом берегу Кубани, рядом с Военно-Сухумской дорогой. Башня являлась сторожевым постом Верхне-Никольского укрепления в годы Кавказской войны. Существуют неподтверждённые данные, что в строительстве крепости принимал то или иное участие служивший в 1836—1843 годах в Отдельном Кавказском корпусе декабрист К. Г. Игельстром.
Башня имеет овальную форму размером 10 на 13 м и стилизована под корону, увенчанную прямоугольными зубцами. Стены толстые, сложены из местного камня на известковом растворе и сверху оштукатурены. Два яруса башни разделены выступающим карнизом. Нижний ярус представляет собой чередование треугольных ниш и выступающих частей стены. На обоих ярусах имеются узкие щелевидные бойницы. Территория башни окружена высоким (до 4 м) каменным забором, выстроенным по той же технологии, что и сама башня. Ограждение также имеет бойницы. Площадь ограждённой территории около 1 га, внутри забора находились оружейные склады, хранилища для продуктов. Жилые дома и хозяйственные постройки располагались за пределами крепости. От жилых домов к башне были проложены потайные подземные ходы.
Красногорская башня является одним из немногих сохранившихся укреплённых сооружений подобного типа на Кавказской линии. Кроме неё сохранилась лишь Каменномостская боевая башня (также именуемая сторожевой крепостью), расположенная у аула Каменномост в Карачаевском районе. Каменномостская башня является памятником градостроительства и архитектуры федерального значения и относится, по одним данным, к XVIII веку, хотя вероятнее всего, имея похожую с Красногорской крепостью архитектуру, она была построена в связи с основанием в 1843 году укрепления у Каменного моста на Кубани, являвшегося самым южным укреплением Кубанской кордонной линии (впоследствии — центр Кавказской линии; к Кубанской кордонной линии относился и Верхне-Никольский укреплённый сторожевой пост).
Рядом с Красногорской крепостью находился дом полковника Н. Г. Петрусевича, который в 1865—1871 годах был начальником новообразованного Эльбрусского (Карачаевского) военно-народного округа Кубанской области, а после упразднения округов, в 1871—1880 годах — начальником Баталпашинского уезда.
Статус памятника архитектуры XVIII—XIX веков Красногорская сторожевая крепость получила в 1974 году, согласно постановлению Совета министров РСФСР. На сегодняшний день она является памятником градостроительства и архитектуры федерального значения и музейным объектом-филиалом Государственного Карачаево-Черкесского историко-культурного и природного музея-заповедника имени М. О. Байчоровой. В 2009—2010 годах башня была реконструирована, тогда же было принято решение о создании в ней музея-заповедника Н. Г. Петрусевича.
Другие
- Городище «Красногорское» — памятник археологии федерального значения, VII—IX века[34].
- Могильник «Красногорка», II тысячелетие до нашей эры[34], содержавший, в частности, первобытные орудия труда — каменное рубило, палку-копалку, дубинку[25].
- Памятник воинам-односельчанам, погибшим в годы Великой Отечественной войны — памятник истории регионального значения[35].
- Школьный музей, в котором содержатся экспонаты, рассказывающие о древней истории тех земель, на которых ныне стоит станица, об истории заселения станицы казаками и дальнейшем развитии населённого пункта[25].